# Морозов Олександр Валерійович
Олекса́ндр Вале́рійович Моро́зов (нар. 20 вересня 1966, Київ) — український політик, банкір.

## З життєпису
Народився 20 вересня 1966 (місто Київ); росіянин; батько Валерій Михайлович (1941) — президент АТ «Віпол»; мати Олена Олександрівна (1945); дружина Ірина Григорівна (1968); дочки Вероніка (1989), Алевтина (2001).
Освіта: Київський інститут народного господарства (1983-1989), економіст.
Народний депутат України 4-го скликання з квітня 2002 до вересня 2005 від Блоку Віктора Ющенка «Наша Україна», № 50 в списку. На час виборів: голова спостережної ради ЗАТ «Європейський страховий альянс», безпартійний. Член фракції «Наша Україна» (з травня 2002). Голова підкомітету з питань небанківських фінансових інститутів Комітету з питань фінансів і банківської діяльності (з червня 2002). Склав депутатські повноваження 8 вересня 2005.
- З вересня 1983 — студент Київського інституту народного господарства.
- Червень 1985 — травень 1987 — служба в армії.
- Червень — липень 1987 — підсобний робітник Міжвузівського поліграфічного підприємства.
- Червень 1988 — лютий 1989 — інструктор, старший економіст, заступник генерального директора КГО «Київстудсервіс» при Київському міськкомі ЛКСМУ.
- Серпень 1990 — квітень 1993 — заступник голови правління, директор фінансового департаменту ЗАТ "Фірма «Торговий дім».
- Квітень — серпень 1993 — заступник голови правління АБ «Брокбізнесбанк».
- Серпень 1993 — грудень 1995 — директор зовнішньоторговельної філії Промінвестбанку України.
- З січня 1996 — заступник фінансового директора, віце-президент, серпень 1996 — серпень 1998 — віце-президент Української державної кредитно-інвестиційної компанії.
- Серпень 1998 — серпень 2000 — член ради директорів Акціонерної компанії «Держінвест України».
- 1997 — жовтень 2000 — голова спостережної ради Національної акціонерної страхової компанії «Оранта».
- 2001-2002 — голова спостережної ради ЗАТ «Європейський страховий альянс».
- Травень 2005 — березень 2007 — голова правління ВАТ «Державний ощадний банк України».
- 2009–2010 — Голова Правління АБ «Укргазбанк»
- 2011–2013 — Голова Правління ПАТ «Брокбізнесбанк».
- з 2013 — Директор з розвитку бізнесу, ПрАТ «Смарт Холдинг»

Депутат Київської міськради, член фракції Блоку «Наша Україна» (2006-2008).
Радник Прем'єр-міністра України на громадських засадах (січень — серпень 2000).
Член президії Ради НС «Наша Україна» (березень — листопад 2005), член Ради НС «Наша Україна» (березень 2005 — серпень 2006).
У 2005—2007 під час роботи у ВАТ «Державний ощадний банк України» Морозову, разом з командою, вдалося вивести Банк із кризового стану, розробити та прийняти довгострокову Стратегію розвитку. За два роки роботи було досягнуто вагомих позитивних результатів, було знято обмеження міжнародних фінансових інститутів, Банк відновив повноцінну та прибуткову діяльність, повернувся у лідери банківського ринку. За 2007-й рік Ощадбанк отримав прибуток більше, ніж разом у попередні 10 років.  [Архівовано 16 квітня 2015 у Wayback Machine.]  [Архівовано 5 березня 2016 у Wayback Machine.]  [Архівовано 11 січня 2013 у Wayback Machine.]
У 2009му році очолив Укргазбанк, один з банків, що були рекапіталізовані Державою під час Фінансово-економічна криза 2008—2009 року в Україні. Банк став єдиним серед усіх рекапіталізованих Державою фінустанов («Укргазбанк»,Родовід Банк, "Банк «Київ») якому вдалося відновити прибуткову діяльність і повернути собі лідируючі позиції на фінансовому ринку.  [Архівовано 7 березня 2016 у Wayback Machine.]